# Soffi
A Soffi egy magyar rockegyüttes volt, melyet Doba Dániel (Kretens, M.Á.K.) , Urbán László (C.A.F.B.), Erdélyi Frigyes (M.Á.K.) és Pete Zsófia alapított 2004-ben. A zenekar egyetlen hivatalos nagylemeze, az EMI lemezkiadónál jelent meg Sugarpunk címmel. A zenekarral egy rövid játékfilm is készült "Vigyázz Zsófi" címmel.

## Az együttes
Az együttes angol nyelven írta, játszotta és rögzítette dalait. Ezek közül a két legismertebb mű, a "Green light" és a "Try" című szerzemények voltak, melyekhez videóklipek is készültek.

## Lemez
- Sugarpunk (2009) (2009-es Fonogram díj átadása az év hazai pop-rock albuma, nevezés)

## Videóklipek
- Green light
- Try

## Film
- Vigyázz Zsófi (2008, Írta Hazai Attila; Rendezte Balogh Zsolt)

## Tagok
- Pete Zsófia -ének
- Doba Daniel - basszusgitár
- Erdélyi Frigyes - gitár
- Urbán László - dob

## Linkek
- Allmusic (Soffi)
- Soffi (zenesz.info)[halott link]
- Vigyázz Zsófi (IMDB)
- Soffi MR2 oldal[halott link]
- Soffi Mymusic lap
- Soffi a "Hallgass" oldalon
- Soffi a Rockerek oldalon
- Pete Zsófia a Lóerő magazinban[halott link]